# Wilhelm Oswald Lohse

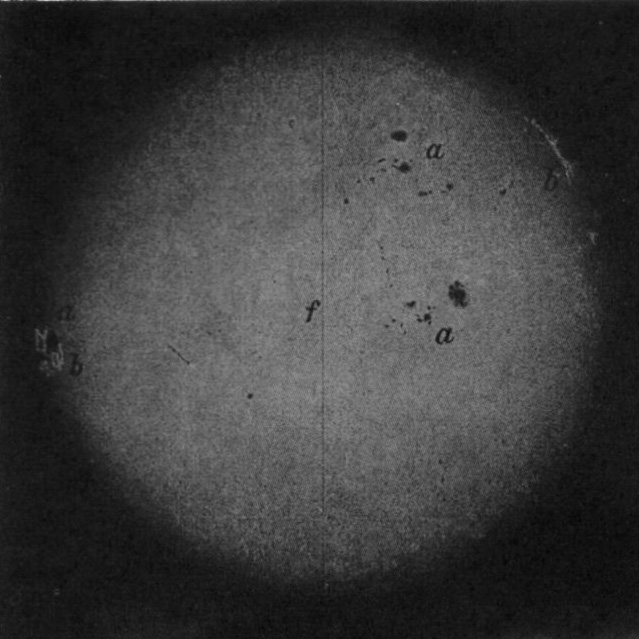
Fotografía del Sol tomada por Wilhelm Oswald Lohse

Wilhelm Oswald Lohse (Leipzig, 13 de febrero de 1845 - Potsdam, 14 de mayo de 1915) fue un astrónomo alemán.

## Semblanza
Lohse era hijo de un maestro artesano de Leipzig. Tras educarse en la escuela primaria de su ciudad, ingresó en la Escuela Politécnica de Dresde. Posteriormente se trasladó a la Universidad de Leipzig, donde se doctoró en 1865.
En 1870 trabajó como asistente personal de Hermann Carl Vogel en el Observatorio Bothkamp en Kiel, donde se ocupó de los trabajos de espectroscopia y de astrofotografía.
En 1874 continuó con Vogel, profesor en el Observatorio Astrofísico de Potsdam (hoy Instituto de Astrofísica de Potsdam), que todavía no estaba terminado. Entretanto, trabajó en el Observatorio de Berlín. En 1877 se inauguró el Observatorio Astronómico del Instituto de Potsdam, donde sería nombrado observador en 1882, y posteriormente observador principal.

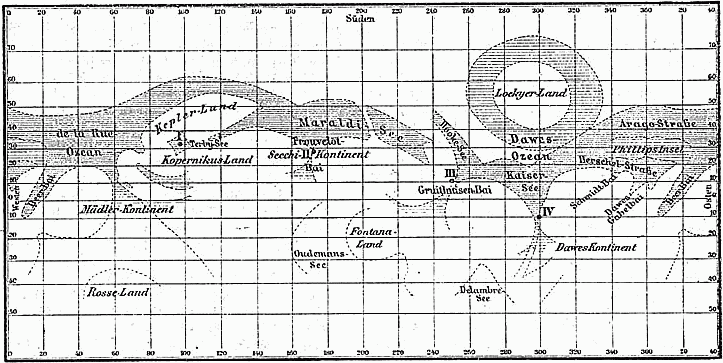
Superficie de Marte dibujada por Lohse (1888). Los nombres de los "Lagos" y "Océanos" están hoy en desuso.

Lohse se ocupó en particular de las observaciones de los planetas Marte y Júpiter, creando un detallado plano de la geografía de Marte. También observó estrellas dobles, publicando un tratado sobre este tema en 1909, y realizó estudios de espectroscopía estelar, comparando los espectros obtenidos con las líneas espectrales de los metales determinadas en su laboratorio.
Tras una larga enfermedad, Lohse murió en Potsdam en 1915.

## Eponimia
- El cráter lunar Lohse lleva este nombre en su memoria.[1]
- El cráter marciano Lohse también conmemora su nombre.[2]